# مایک بیربیگلیا
مایک بیربیگلیا (به انگلیسی: Mike Birbiglia) (زاده ۲۰ ژوئن ۱۹۷۸) بازیگر، کمدین آمریکایی است.
از فیلم‌های معروف او می‌توان به بازی در فاجعه، خواهر خواهر شما، دو برابر فکر نمی‌کنم، حفاری برای آتش، بزرگسالان مبتدی و دوست پسر دوست دختر مناشاره کرد. همسر او جن ستالین است و یک دختر به اسم اونا داردند؛ همجنین برادر او جو بیرگلیا است